# ام گرابن براچ
ام گرابن براچ (به آلمانی: Am Großen Bruch) یک شهر در آلمان است که در زاکسن-آنهالت واقع شده‌است.

## خصوصیات
ام گرابن براچ ۵۰٫۱۲ کیلومترمربع مساحت دارد ۹۹ متر بالاتر از سطح دریا واقع شده‌است.